# Конфлікт у Північній Ірландії
Конфлі́кт у Півні́чній Ірла́ндії (англ. The Troubles, ірл. Na Trioblóidí, букв. «негаразди»), або «Лихоліття» — конфлікт на етнічно-політичному ґрунті, який відбувався головним чином у Північній Ірландії, але також поширився й на решту Великої Британії, Республіку Ірландію та континентальну Європу, триваючи з кінця 1960-х аж до підписання Белфастської угоди 1998 року («Страсноп'ятничної угоди»). Попри підписання мирного договору навіть тепер іноді доходить до спорадичних актів насильства.
Головними причинами цього конфлікту було бажання ірландських націоналістів (переважно католиків) у Північній Ірландії, що належить до Великої Британії, об'єднатися з незалежною Ірландією, при одночасному переслідуванні з їхнього боку юніоністів, які прагнули зберегти край у межах Сполученого Королівства. Окрім того, між цими групами здавна існувала неприязнь. Конфлікт точився як у мілітарному (чи парамілітарному), так і в політичному вимірі. До конфлікту було втягнуто політиків та політичних активістів з обох сторін, парамілітарні організації республіканців та юніоністів, а також сили безпеки Великої Британії та Республіки Ірландії.
Протягом тридцяти років конфлікту загинуло понад 3500 осіб: 1854 цивільних, 1123 членів сил безпеки (зокрема 705 солдатів Британської армії та 301 представник королівської ольстерської поліції), 394 члени парамілітарних республіканських угруповань (зокрема 276 членів Ірландської республіканської армії) та 151 член парамілітарних юніоністських організацій (зокрема 76 членів Асоціації оборони Ольстера та 58 членів Ольстерських добровольчих сил).
У пам'ять про конфлікт у багатьох північноірландських містах з'явилися настінні розписи, присвячені різним подіям цього період.

## Передумови

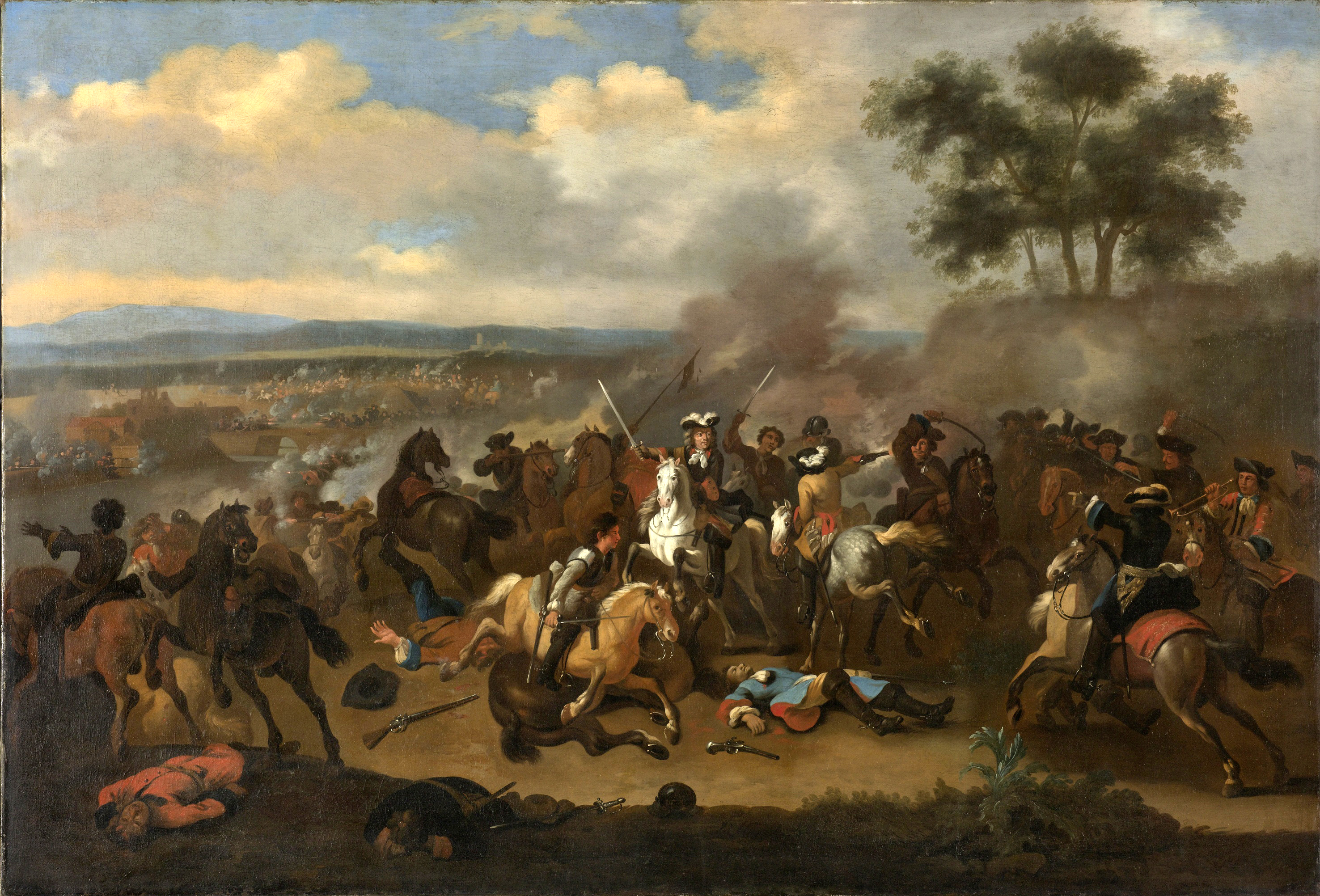
Картина «Битва на річці Бойн», художник Ян ван Хухтенбург

Ірландія потрапила під вплив британської корони ще в Середньовіччі. 1609 року англійським та шотландським поселенцям було надано право отримувати за відумерлою спадщиною землю в Ольстері, що належала ірландцям. Оскільки більшість переселенців були протестантами, а ірландці сповідують католицизм, цей конфлікт мав також релігійний відтінок. Він перейшов у Ірландську війну (1641—1653) та Війну двох королів (1689—1691), обидві закінчились перемогою протестантів.
1691 року були прийняті закони, що позбавляли католиків та протестантів, які не належали до Англіканської церкви, свободи віросповідання, права на освіту, голос, покупку землі та державну службу. В подальшому колонізація Ірландії британцями продовжувала набирати обертів: частка шотландців та англійців поступово зростала, їм стала належати більша частина земельних ділянок на острові.
Ця ситуація призвела до Ірландського повстання 1798 року, яке скінчилося поразкою католиків. Воно призвело до підписання Акту про Унію Великої Британії та Ірландії, який набув чинності 1 січня 1801 року. Внаслідок нього було утворене Сполучене Королівство Великої Британії та Ірландії та спільний парламент. 1829 року був підписаний Білль про емансипацію католиків, який скасував частину положень, що обмежували політичні права католиків Сполученого королівства.
Однак, незважаючи на це, утиски ірландських землевласників продовжувалися. Скасування «хлібних законів», конфіскація земель і неврожай призвели до голоду 1845—1849 років і посилення антианглійських настроїв. Наприкінці XIX століття набув популярності рух за Гомрул — автономію Ірландії. Місцеве суспільство розділилося на дві частини — націоналістів (переважно католиків), які його підтримали, та юніоністів, або ж лоялістів, (переважно протестантів), які виступали за статус-кво, оскільки боялись опинитися в меншості в ірландському парламенті.
1912 року юніоністи на чолі з Едвардом Карсоном підписали Ольстерський договір та пізніше утворили Ольстерський добровольчий корпус. У відповідь націоналісти на чолі з Овеном Макнілом створили військову організацію «Ірландські добровольці» 1913 року. Їхньою метою було завадити спробам юніоністів зірвати підписання Акту про уряд Ірландії. Країна була на порозі громадянської війни, якої вдалося уникнути через початок Першої світової війни. Проєкт акту став законом, однак введення його в силу було відкладено до кінця війни.
1916 року в Дубліні спалахнуло Великоднє повстання, його учасники проголосили незалежну Ірландську республіку, але зрештою повстання закінчилося поразкою. Проте уже в грудні 1918 року до влади прийшла сепаратистська партія Шинн Фейн і 1919 року незалежність Ірландії була проголошена знову. Це призвело до війни за незалежність Ірландії: створена Ірландська республіканська армія протистояла британським збройним силам. У підсумку, за англо-ірландським договором Ірландія отримала статус домініона, але 6 із 9 графств Ольстера залишилися в складі Великої Британії. Частина ІРА не прийняла умов договору і почалася громадянська війна між прихильниками угоди, які створили Національну армію, та її противниками. Врешті перемогла Національна армія, більшість противників угоди на чолі з Еймоном де Валерою склали зброю і заснували партію Фіанна Файл. Однак частина ІРА продовжила збройну боротьбу як проти уряду Північної Ірландії, так і проти уряду Ірландської Вільної держави.
1922 року уряд Північної Ірландії спеціальним актом надав широкі повноваження поліції, дозволивши карати підозрюваних без судового слідства та застосовувати тілесні покарання з метою «відновити правопорядок в країні». Того ж року парламент замість виборчої пропорційної системи встановив систему відносної більшості, що дозволило юніоністам отримати владу в місцевих парламентах у Деррі, графствах Фермана та Тірон, де їх підтримувала меншість.
Після початку 1920-х років у Північній Ірландії продовжувалися заворушення. До них належали жорстокі заворушення в Белфасті в 1930-х і 1950-х роках, а також коротка Північна кампанія ІРА в 1940-х та її ж прикордонна кампанія між 1956 і 1962 роками. Після того, як ІРА 1962 року припинила свою кампанію, Північна Ірландія на короткий період стала відносно стабільною.

## Хід конфлікту

### 1960-і роки
Точну дату початку конфлікту не визначено. Різні джерела беруть за початок створення сучасних Ольстерських добровольчих сил 1966 року, марш за громадянські права в Деррі 5 листопада 1968 року або битву за Боґсайд 12—14 серпня 1969 року та подальше введення британських військ в Деррі.

#### Кампанія за громадянські права

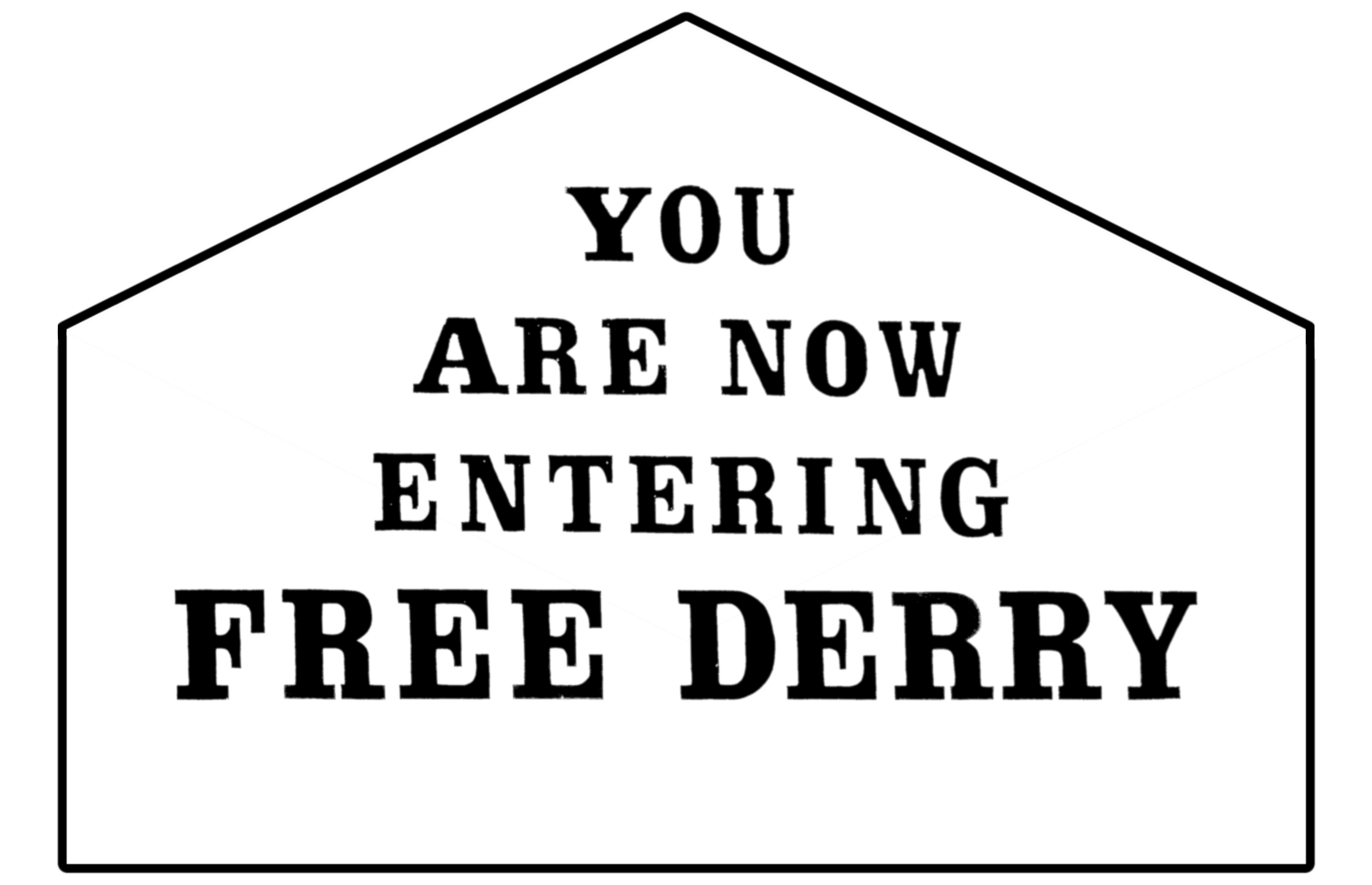
Надпис біля будівлі в Деррі, вперше намальований під час битви при Богсайді 1969 року

У середині 1960-тих в Північній Ірландії розпочався рух за громадянські права католиків. Основними її цілями були:
- припинення дискримінації католиків при працевлаштуванні — католики мали менше шансів бути влаштованими на роботу, зокрема і в органах влади;
- припинення дискримінації при виділенні житла — місцеві ради, очолювані лоялістами, розподіляли житло в першу чергу на користь протестантів;
- одна людина, один голос — в Північній Ірландії могли голосувати лише власники житла, на відміну від решти Великої Британії, де право голосу мали всі дорослі громадяни;
- припинення джеррімендерингу виборчих дільниць — націоналісти становили більшість населення, але мали меншу електоральну силу, ніж лоялісти;
- реформа поліції — понад 90 % її складали протестанти;
- скасування закону, згідно з яким поліція мала право на обшук без ордера, арештовувати та ув'язнювати людей без суду та слідства, масові зібрання були під забороною.[24]

У березні та квітні 1966 року ірландські націоналісти проводили паради по Ірландії на честь 50-річчя Великоднього повстання. 8 березня вони підірвали колону Нельсона. На той час ІРА ще була слабкою та не проводила збройних акцій, однак деякі юніоністи взяли до уваги, що ІРА може готувати нову кампанію в Північній Ірландії. У квітні лоялісти на чолі з протестантським проповідником Іаном Пейслі заснували Комітет захисту конституції Ольстера (UCDC). Також були створена організація «Ольстерські протестантські добровольці» (ОПД) як військове крило комітету.
Тим часом, в районі Белфаста Шенкілл виникли Ольстерські добровольчі сили (ОДС), очолювані колишнім солдатом Ґасті Спенсом. Багато членів цієї організації належали і до UPV та UCDC. У квітні та травні 1966 року ці організації закидали коктейлями Молотова декілька будинків, шкіл та приватних підприємств, що належали католикам. Внаслідок цього загинула протестантка Матильда Ґоулд. 21 травня ОДС оголосила війну ІРА:
|  | З цього дня ми оголошуємо війну Ірландській республіканській армії та угрупованням,що від неї відкололися. Відомі члени ІРА будуть страчені без пощади та вагань. Менш радикальні заходи будуть вжиті проти тих, хто їх приховує або допомагає їм, але якщо вони продовжать надавати їм допомогу, то заходи будуть більш суворими. Ми урочисто рекомендуємо видатним діячам утриматися від промов щодо примирення. Ми — озброєні до зубів протестанти, віддані своїй справі.Оригінальний текст (англ.) From this day, we declare war against the Irish Republican Army and its splinter groups. Known IRA men will be executed mercilessly and without hesitation. Less extreme measures will be taken against anyone sheltering or helping them, but if they persist in giving them aid, then more extreme methods will be adopted... we solemnly warn the authorities to make no more speeches of appeasement. We are heavily armed Protestants dedicated to this cause. |

27 травня ОДС застрелили католика Джона Скалліона, поки він ішов додому. Через місяць вони вбили ще трьох католиків на виході з пабу, ще через два дні північноірландський парламент оголосив ОДС поза законом.
20 червня 1968 року в місті Каледон католицькі активісти, разом із депутатом-націоналістом Остіном Керрі, протестуючи проти житлової дискримінації, захопили житловий будинок. Місцеві органи влади виділили його 19-річній неодруженій протестантці Емілі Бітті замість двох великих католицьких сімей з дітьми. Поліцейські, серед яких був брат Емілі, силоміць прогнали протестувальників. Каррі подав скаргу до місцевої ради та Стормонту, але її не було прийнято. Цей інцидент активізував рух за громадянські права в Північній Ірландії.
24 серпня того ж року був проведений перший марш за громадянські права. Його учасники пройшли шлях від Колайленда до Данганнона. Після цього була проведена велика кількість маршів, деякі були атаковані лоялістами. 5 жовтня влада Північної Ірландії заборонила проведення маршу в Деррі. Коли учасники мітингу проігнорували заборону, поліція оточила та побила його учасників. Було поранено понад 100 людей, зокрема націоналістичних політиків. Ці сутички ще більше розпалили протистояння між католиками та протестантами.
1 січня 1969 року розпочався чотириденний марш націоналістів з Белфаста до Деррі. Лоялісти декілька разів скоювали напади на нього, проте, незважаючи на це, учасники маршу через чотири дні дійшли до Деррі. Тієї ж ночі офіцери Королівської поліції Ольстера розпочали напади на будинки католиків в районі Боґсайд. Після цих подій в цьому районі вперше з'явились барикади та утворена автономна ділянка «Вільний Деррі», підконтрольна націоналістам. В той же час місцевий активіст Джон Кейсі на одному з будинків вивів напис «Зараз ви входите у Вільний Деррі» (англ. You are now entering Free Derry). Пізніше ця стіна стала одним із найвідоміших місць Деррі. Вранці 11 січня барикади були прибрані.
У березні—квітні лоялістські угруповання організували декілька вибухів на водокачках та електростанціях, скинувши провину на ІРА та католиків. Через це значна частина Белфаста залишилась без електрики та води. Лоялісти сподівалися, що вибухи змусять прем'єр-міністра Північної Ірландії Теренса О'Ніла подати у відставку і припинити будь-які поступки націоналістам. Врешті він подав у відставку 28 квітня.

### Протести в серпні 1969 року
19 квітня після чергових сутичок у Боґсайді офіцери Королівської поліції вдерлися до дому Семюела Девенні, 42-річного католика, та побили його разом із двома доньками-підлітками і другом сім'ї. Одна з доньок під час побиття була без свідомості, оскільки відновлювалась після операції. 17 липня Девенні помер від серцевого нападу та наслідків ушкоджень. 13 липня поліцейські побили 67-річного Френсіса Макклоскі, який також помер наступного дня.
12 серпня лоялістська організація «Учні ремеслеників Деррі» провела марш вздовж кордону Боґсайду. Націоналісти почали закидувати учасників маршу камінням та коктейлями Молотова, після чого Королівська поліція разом із лоялістами намагалась штурмувати Боґсайд. Поліція почала використовувати сльозогінний газ та водомети, проте численні націоналісти їх стримали. Сутички, відомі зараз як Битва за Боґсайд, тривали три дні.
Під час зіткень, 13 серпня, Прем'єр-міністр Ірландії Джек Лінч в ефірі національного телебачення заявив, що він «більше не може стояти осторонь і дивитись, як страждають невинні люди, а далі може бути ще гірше». Він пообіцяв відправити ірландські війська до кордону та встановити переносні госпіталі для тих, хто постраждав. Також він закликав ввести в Деррі Миротворчі сили ООН. Лінч також додав, що на його думку єдиним вирішенням конфлікту може бути об'днання Ірландії. Після заворушень Лінч наказав ірландській армії спланувати можливу інтервенцію в Північну Ірландію. План Exercise Armageddon був відхилений і залишався засекреченим протягом тридцяти років.
14—15 серпня в Деррі та Белфаст була введена британська армія. Внаслідок цього 10 людей загинули, 745 були поранені, 154 будинки були зруйновані. Незважаючи на це, націоналісти сприйняли прихід британської армії з оптимізмом, оскільки не довіряли ольстерській поліції.
10 вересня розпочалося будівництво «стіни миру» між протестантськими та католицькими районами Белфаста. 12 жовтня був опублікований звіт Ганта, який запропонував реформувати Королівську поліцію Ольстера. Лоялісти сприйняли цю пропозицію негативно та розпочали протести. Тієї ж ночі члени ОДС застрелили офіцера Королівської поліції Віктора Арбакла. Він став першою жертвою конфлікту серед поліцейських.

### 1970-і роки

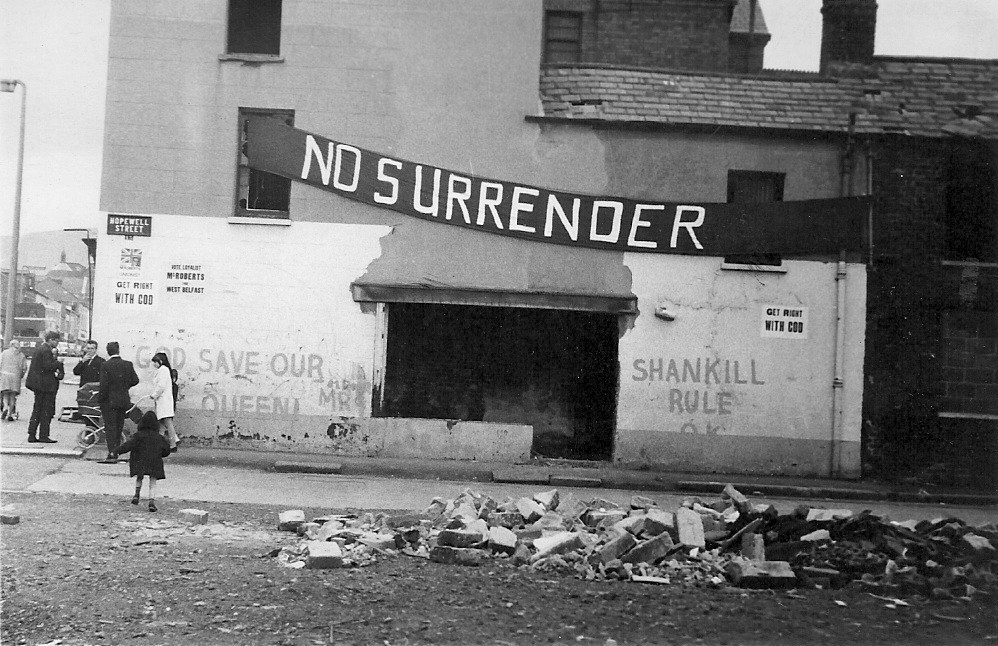
Графіті та банер лоялістів, Белфаст, 1970

У 1970—1972 роках відбувся вибух політичного насилля в Північній Ірландії. До найбільшого числа жертв призвів спричинений ОДС вибух у барі «Макґерк», внаслідок якого загинули 15 людей, ще 17 були поранені. Цей теракт став найбільшим за кількістю жертв в історії Північної Ірландії. Найкривавішим за всі часи конфлікту став 1972 рік, коли жертвами конфлікту стало понад 500 чоловік.
У грудні 1969 року ІРА розкололась на дві частини: Офіційну ІРА та Тимчасову ІРА. Офіційна ІРА стала марксистсько-леніністською організацією та не брала серйозної участі в збройних конфліктах. Тимчасова ІРА, навпаки, твердо вела збройну боротьбу проти британського панування в Північній Ірландії.
Незважаючи на те, що спочатку ірландські націоналісти позитивно сприйняли появу британської армії в Північній Ірландії, її репутація серед католиків швидко погіршилася. До цього призвело декілька інцидентів. Перший відбувся 3—5 липня 1970 року в районі Белфаста Фоллз, коли обшук британською армією католицького району на предмет зберігання мешканцями зброї переріс в збройні сутички, внаслідок яких 4 людей загинуло. Після цього в серпні 1971 342 католиків було інтерновано без суду та слідства. Серед них було дуже небагато членів ІРА, проте політичні погляди деяких інтернованих внаслідок цих подій радикалізувалися.
Того року як мінімум 14 членів ІРА були допитані за системою «П'ять методів», що передбачала тортури незручною позою, сенсорну депривацію, перевантаження білим шумом, позбавлення сну або їжі та води.. В 1971—1975 роках було інтерновано 1981 людину, серед них було 1874 католики та 107 протестантів. 1976 року справа про «п'ять методів» дійшла до Європейського суду з прав людини, який 1978 року кваліфікував застосування британцями «п'яти методів» як порушення статті 3 Європейської конвенції про захист прав людини і основних свобод у вигляді «принизливого і нелюдського поводження», але не побачив у них тортури.
30 січня 1972 року в Деррі під час маршу проти інтернування британська армія застрелила насмерть 13 осіб (серед них 6 дітей) ще один помер через 4 місяці від травм. 15 осіб було поранено. Ці події увійшли до історії як Кривава неділя та остаточно погіршили ставлення ірландських націоналістів до британських армії та уряду. Як наслідок, в народі серйозно піднялась популярність Тимчасової ІРА. Після подій 30 січня відбулося ще декілька збройних сутичок між Офіційною або Тимчасовою ІРА та британськими військовими.
За 1972 рік Тимчасова ІРА вбила приблизно 100 працівників британських служб безпеки, ще 500 поранила та спровокувала приблизно 1300 вибухів. Жертвами ставало також мирне населення: наприклад, під час Кривавої п'ятниці 21 липня, коли в центрі Белфасту вибухнули 22 бомби, серед 9 загиблих 5 були громадянськими особами. Через тиждень 9 мирних жителів були вбиті, коли вони підірвали три автівки в селі Клоуді поблизу Деррі. В цьому злочині також підозрюється Тимчасова ІРА, проте доказів цього так і не було опубліковано.
Тим часом Офіційна ІРА після декількох не дуже ефективних акцій повністю зупинила збройну кампанію.
В цей час співвідношення британських військових до населення Північної Ірландії сягало 20:1000 і стало найбільшим за всю історію антипартизанських війн. Воно перевищило це значення для Малайської війни, з якою цей конфлікт часто порівнюють. Операція «Мотормен», яку армія Великої Британії провела 31 липня 1972 року, стала наймасштабнішою військовою операцією в Ірландії з часів війни за незалежність. В ній було задіяно майже 22000 військовослужбовців, «заборонені зони» в Деррі та Белфасті були розчищені за один день.
Незважаючи на тимчасове припинення вогню того ж року та переговори з британською владою, Тимчасова ІРА була налаштована продовжувати свою кампанію аж до об'єднання Ірландії. Уряд Великої Британії в Лондоні, вважаючи, що адміністрація Північної Ірландії не здатна в повній мірі контролювати ситуацію, спеціальним актом затвердив пряме керування регіоном, яке було скасоване тільки 1998 року.

#### Саннінґдейлський договір
8 березня 1973 року відбувся референдум про статус Північної Ірландії, на якому 98,9 % тих, хто прийшов на дільниці, проголосувало за те, щоб Північна Ірландія залишилась у складі Об'єднаного Королівства. Такий результат став можливим через масовий бойкот референдуму католиками: менше за 1 % католицького населення Ольстеру прийшло на референдум. В червні була утворена Асамблея Північної Ірландії, 28 червня пройшли вибори до неї. В жовтні націоналістичні та юніоністські партії підписали Саннінґдейлський договір, який мав на меті досягти політичного врегулювання в межах Північної Ірландії, але із участю Ірландської Республіки. Угода передбачала розподіл влади та утворення «Ради Ірландії» — органу, що складається з міністрів Північної Ірландії та Республіки Ірландія, призначений для заохочення транскордонного співробітництва. У підсумку, договір не влаштував жодну із сторін: ІРА, як і раніше, не влаштовувало нічого, окрім об'єднання Ірландії, лоялісти не жадали розділяти владу із тими, хто відкрито воює проти їх держави, і тим паче були проти втручання в конфлікт Ірландії. В лютому 1974 року крило юніоністів, що виступало за договір, потерпіло нищівну поразку на парламентських виборах і отримало лише 1 місце в Палаті громад.
В травні 1974 року була утворена Рада робітників Ольстеру, яка 15 травня розпочала страйк проти договору. Він призвів до відключення в країні світла та води. Ввечері в годину пік 17 травня в Дубліні Ольстерські добровольчі сили підірвали три бомби, загинули 33 особи, що стало найбільшим за кількістю жертв терактом за весь час конфлікту.

#### Пропозиції про незалежність Північної Ірландії
Колишній прем'єр-міністр Великої Британії Гарольд Вільсон 1971 року таємно зустрівся з представниками ІРА як лідер опозиції. Пізніше він підписував з ними договори про перемир'я знову як прем'єр-міністр. Під час цих зустрічей також обговорювалось питання про проголошення незалежності Північної Ірландії. Провал Саннінґдейлського договору призвів до серйозного розгляду цього питання, проте більшість політиків, зокрема тодішній міністр закордонних справ Джеймс Каллаган, не підтримали проєкт. Міністр закордонних справ Ірландії Гаррет Фітцджеральд у червні 1975 в своєму меморандумі розглянув можливості незалежності Північної Ірландії, її приєднання до Великої Британії або «колапс Північної Ірландії та її перехід до анархії та громадянської війни». В меморандумі була надана перевага варіанту з незалежністю, але зазначено, що уряд Ірландії може зробити небагато в цій ситуації.

#### Середина 1970-х
В квітні 1974 року міністр у справах Північної Ірландії Мерлін Ріс скасував заборону Ольстерських добровольчих сил, намагаючись утягнути їх до мирного процесу. У грудні того ж року, через місяць після вибухів у пабі Бірмінґема, який забрав життя 21 людини, ІРА оголосила про припинення вогню. Незважаючи на це, 1975 року вбивства продовжували набирати обертів, включно із внутрішньою ворожнечею у воєнізованих угрупованнях.
31 липня 1975 року поблизу міста Ньюрі популярна ірландська кабаре група The Miami Showband потрапила в засідку ОДС під час повернення з концерту додому. Трьох членів групи було розстріляно, двоє бійців ОДС загинули, коли бомба, яку вони заклали в мікроавтобус групи, вибухнула. 6 січня наступного року 11 протестантських робітників були розстріляні, вижив лише один. 2011 року Historical Enquiries Team у своєму звіті заявила, що в цьому злочині винна Тимчасова ІРА. Це вбивство могло бути відповіддю на розстріл двох католицьких сімей, який влаштувала ОДС на два дні раніше.
Насильство продовжувалось всі 70-і роки. В тому числі, Тимчасова ІРА влаштовувала атаки на півдні Англії за допомогою своїх загонів активної служби. В жовтні 1975 року Велика Британія знову заборонила діяльність ОДС. В січні 1976 року добіг кінця термін припинення вогню з боку Тимчасової ІРА. Вона втратила надію на швидке захоплення влади в Північній Ірландії, а тому розпочала тактику так званої «довгої війни», яка передбачала менш інтенсивну, але більш стійку насильницьку боротьбу, яка могла тривати необмежений термін. Офіційна ж ІРА остаточно склала зброю та переформувалась у Робочу партію Ірландії. Однак Ірландська національна визвольна війна, що відкололася від Офіційної ІРА, відновила збройну боротьбу 1974 року.

#### Кінець 1970-х
Наприкінці 70-х років в обох сторін конфлікту зросла втома від війни. 1976 року активістками Бетті Вільямс та Мейрид Корріган був створений «Північно-Ірландський мирний рух» (пізніше перейменований в «Товариство мирних людей» — Community of Peace People), за це вони того ж року отримали Нобелівську премію миру. Товариство організувало масові демонстрації із закликом припинити насильство. Їхня кампанія набрала обертів після того, як вони звернулись до націоналістичної спільноти з проханням надати інформацію про ІРА силовим структурам.
27 серпня 1979 року в результаті теракту, який організували бойовики ІРА, загинув граф Луїс Маунтбеттен, троюрідний брат королеви Єлизавети II, разом із трьома родичами. Того ж дня 18 солдатів, які служили здебільшого в Парашутному полку, були вбиті за допомогою двох бомб.
Тим часом британські уряди, не зумівши досягти політичного врегулювання, намагалися «нормалізувати» Північну Ірландію більш радикальними методами, зокрема позбавлення політичного статусу засуджених націоналістів та покарання їх без суду. Це викликало масовий спротив серед в'язнів тюрми Мейз, які розпочали «ковдровий», а згодом і «брудний» протести, які тривали п'ять років та перейшли в масове голодування 1981 року.

### 1980-і роки
Під час Ірландського голодування 1981 року загинуло 10 в'язнів. Перший із померлих, Боббі Сендс, за два місяці до смерті був обраний депутатом британського парламенту від політичної групи Anti H-Block (метонімія назви в'язниці Мейз, блоки якої мали форму літери «H»). На поховання Сендса прийшло понад 100 тисяч чоловік, на поховання інших в'язнів приходило по декілька тисяч.
На хвилі голодних протестів партія Шинн Фейн, яка стала політичним крилом Тимчасової ІРА, почала брати участь у виборах в Північній Ірландії, бойкотуючи засідання парламентів, та в Ірландії, визнавши легітимність парламенту Дойл Ерен. Невелика група, що виступала проти участі у виборах, відкололася від партії та утворила Республіканську Шинн Фейн.
В ті часи одними з основних постачальників зброї Тимчасовій ІРА була Лівія за правління Муаммара Каддафі, який таким чином мстився Маргарет Тетчер за її підтримку бомбардувань Лівії Збройними силами США. Також зброю постачали ірландська діаспора в США, баскські сепаратисти із ЕТА, Армія визволення Палестини та інші організації. Лоялісти отримували зброю переважно з ПАР.

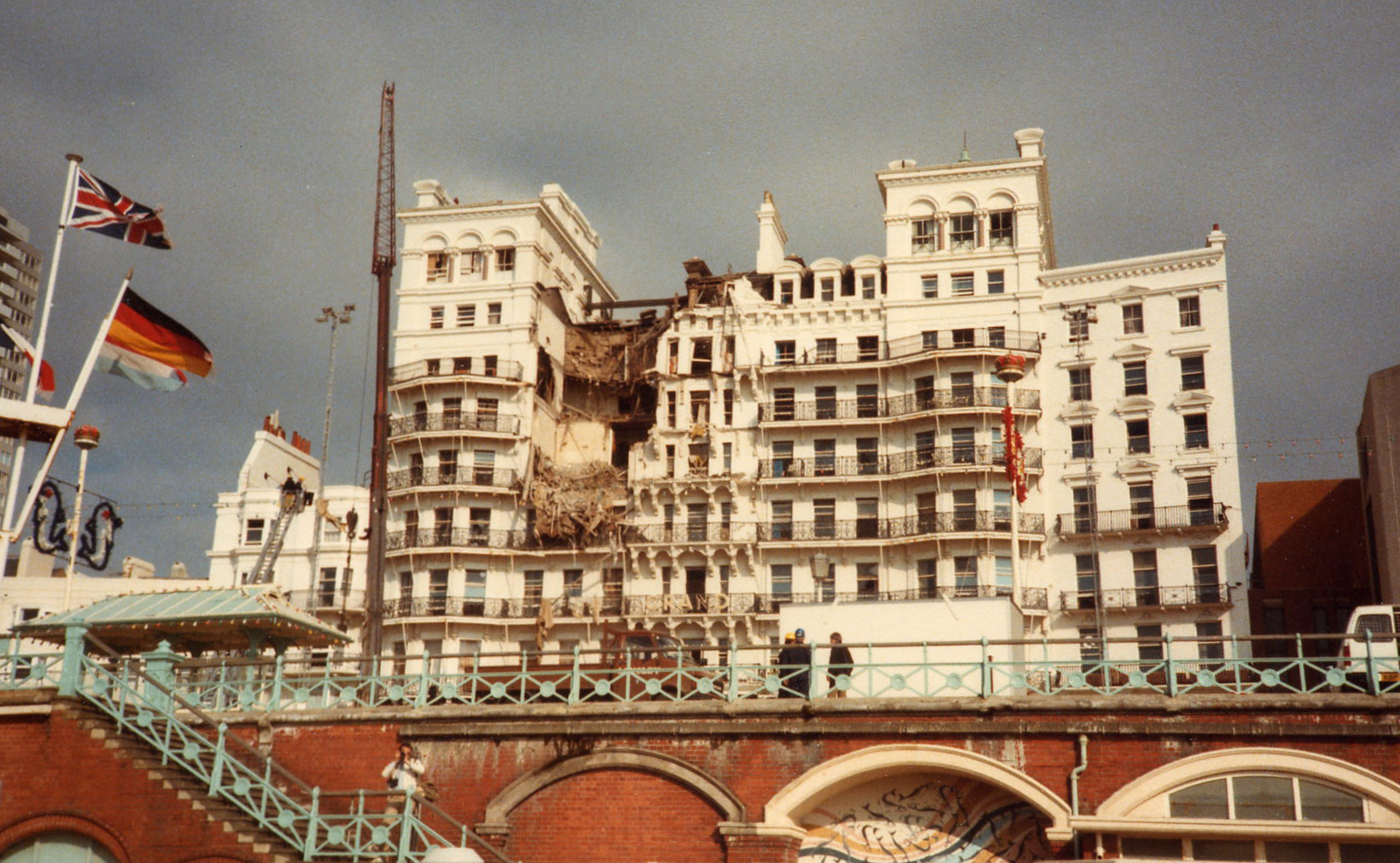
Гранд-отель у Брайтоні після терористичної атаки

20 липня 1982 року ІРА організувала вибухи під час військових церемоній в Гайд-парку та Ріджентс-парку в центрі Лондона, забравши життя 11 людей та 7 коней. В грудні того ж року Ірландська національна визвольна армія влаштувала вибух у нічному клубі Беллікеллі, внаслідок якого загинули 17 осіб. 12 жовтня 1984 року ІРА скоїла замах на Маргарет Тетчер та інших членів Консервативної партії, заклавши бомбу в Гранд-отелі в Брайтоні. Внаслідок вибуху загинуло 5 осіб, включно із депутатом Ентоні Беррі.
28 лютого 1985 року в місті Ньюрі дев'ять співробітників Королівської поліції Ольстера були вбиті в результаті мінометного обстрілу, організованого ІРА. Один зі снарядів влучив у переносну каюту, яку використовували як їдальню. Ця трагедія стала найбільшою за кількістю жертв у Королівській поліції. 8 травня 1987 року 8 бойовиків ІРА втрапили у засідку в селі Лафґолл під час підготовки теракту, всі вони загинули. Це стало найбільшою втратою для ІРА в одиничній сутичці. 8 листопада, під час заходів на честь Дня пам'яті загиблих у Першій світовій війні в Енніскіллені (графство Фермана) бойовики Тимчасової ІРА підклали бомбу з годинниковим механізмом біля кенотафа в центрі параду. Загинуло 11 осіб, серед яких лише один був військовим, 63 людей було поранено. Колишній директор школи Ронні Гілл впав у кому і помер через 13 років, так і не вийшовши з неї. Лоялісти на знак помсти організували серію нападів на католиків. Цей теракт став серйозним ударом по репутації ІРА.
6 березня 1988 трьох членів ІРА було вбито бійцями Спеціальної повітряної служби в Гібралтарі в рамках операції «Флавіус». На їх похованні ольстерський лояліст Майкл Стоун відкрив вогонь та почав розкидувати гранати, загинуло 3 особи, понад 60 було поранено. Напад було знято на кіноплівку і показано в випусках новин по всьому світу. На поховання однієї з жертв цього нападу потрапили двоє озброєних капралів британської армії, втім вони не змогли почати кровопролиття: їх було викрадено та вбито.

### 1990-і роки
З кінця 1980-х, поки ІРА продовжувала свою збройну кампанію, її політичне крило «Шинн Фейн», очолюване Джеррі Адамсом з 1983 року, проводило переговори щодо припинення конфлікту, хоча він точно передбачив, що це буде дуже довгий процес і війна триватиме ще 20 років. Адамс проводив як відкриті зустрічі з очільником Соціал-демократичної і лейбористської партії Північної Ірландії Джоном Г'юмом, так і таємні з іншими офіційними особами. Лоялісти також проводили закриті від широкої публіки зустрічі при участі протестантського духовенства.

#### Ескалація конфлікту в південній Армі

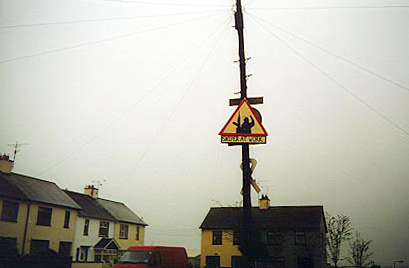
Дорожний знак «Працює снайпер» у Кроссмеґлені

Серед населення графства Арма переважають католики, особливо на півдні. Тому південна Арма стала одним із основних оплотів ІРА, через що цей район часто називають «Бандитським графством». Починаючи з 1970-х років, місцева бригада ІРА зробило своїм опорним пунктом село Кроссмеґлен неподалік від кордону. 1978 року неподалік від цього села бойовики ІРА збили британський гелікоптер.
Починаючи за 1990 року, в цьому районі діяли дві групи снайперів ІРА, які атакували британських солдатів, що патрулювали місцевість. Бойовики використовували снайперські гвинтівки Barrett M82 та Barrett M90 під набій .50 BMG. За 7 років було вбито 9 військових. Останнього, Стівена Ресторіка, було вбито 12 лютого 1997 року незадовго до підписання Белфастської угоди.

#### Атака на Даунінґ-стріт
7 лютого 1991 року бойовики ІРА скоїли замах на прем'єр-міністра Великої Британії Джона Мейджора, обстрілявши з міномета його резиденцію на Даунінґ-стріт, 10 в момент, коли він там зібрався з Військовим кабінетом для того, щоб обговорити війну в Перській затоці. Внаслідок обстрілу постраждало 4 особи, прем'єр-міністр та оточення не постраждали завдяки куленепробивним вікнам.

#### Перше припинення вогню
Під час довгого періоду політичних перемовин відбулося ще два теракти в Лондоні, від них загинули 4 особи. Впродовж 1993 року насилля в Північній Ірландії продовжувалося, зокрема Асоціація оборони Ольстера влаштувала масову стрілянину в селищі Кастлрок (графство Лондондеррі), забравши життя 4 людей. ІРА, в свою чергу, відповідальна за вибух на вулиці Шенкілл-роуд в Белфасті, внаслідок якого загинуло 10 людей. На цей теракт юніоністи відповіли новою хвилею насилля. 1994 року акції продовжилися, поки 31 серпня ІРА не оголосила про припинення вогню. Лоялістські угруповання зробили те саме через шість тижнів. На жаль, через короткий час припинення вогню порушувалися з обох сторін, проте вони створили підґрунтя для подальших мирних домовленостей.

#### Друге припинення вогню
9 лютого 1996 бойовики ІРА порушили режим припинення вогню, підірвавши автомобіль-бомбу в районі Доклендс у Лондоні, загинули дві особи, 39 були поранені. Місту було нанесено збитків розміром 85 мільйонів фунтів стерлінгів. Шинн Фейн звинуватила британський уряд у провалі припинення вогню, оскільки він відмовився розпочинати всесторонні перемовини доти, поки ІРА не складе свою зброю.
15 червня 1996 року в Манчестері відбувся вибух, який зруйнував частину центру міста. Це був найпотужніший вибух у Великій Британії з часів Другої світової війни. Проте, незважаючи на це, вдалося уникнути жертв завдяки тому, що ІРА по телефону повідомила про закладену бомбу поліції. Понад 200 чоловік постраждало, збитки міста склали 411 мільйонів фунтів стерлінгів.
В липні 1997 року ІРА відновила дію припинення вогню. У вересні уряди Великої Британії та Ірландії і партія Шинн Фейн підтримали «принципи Мітчелла», названі на честь їх автора, сенатора США Джорджа Мітчелла. Однак, частина бойовиків з обох сторін виступила проти перемир'я: від ОДС відкололось угруповання «Лоялістські добровольчі сили» (ЛДС), очолюване Біллі Райтом, від ІРА відкололась группа, що назвала себе «Справжньою ІРА» (Real IRA). 28 серпня 1998 року Справжня ІРА влаштувала вибух у місті Ома (графство Тірон), загинуло 29 цивільних осіб. Це стало найсмертоноснішим вибухом за весь час конфлікту, цей теракт серйозно дискредитував так званих «республіканців-дисидентів» навіть серед людей, що підтримували кампанію Тимчасової ІРА. Справжня ІРА стала угрупованням, яке не мало істотного впливу на політику, проте залишалося здатним до нових терактів. Ірландська національна визволна армія також оголосила про припинення вогню 1998 року.

## Наслідки

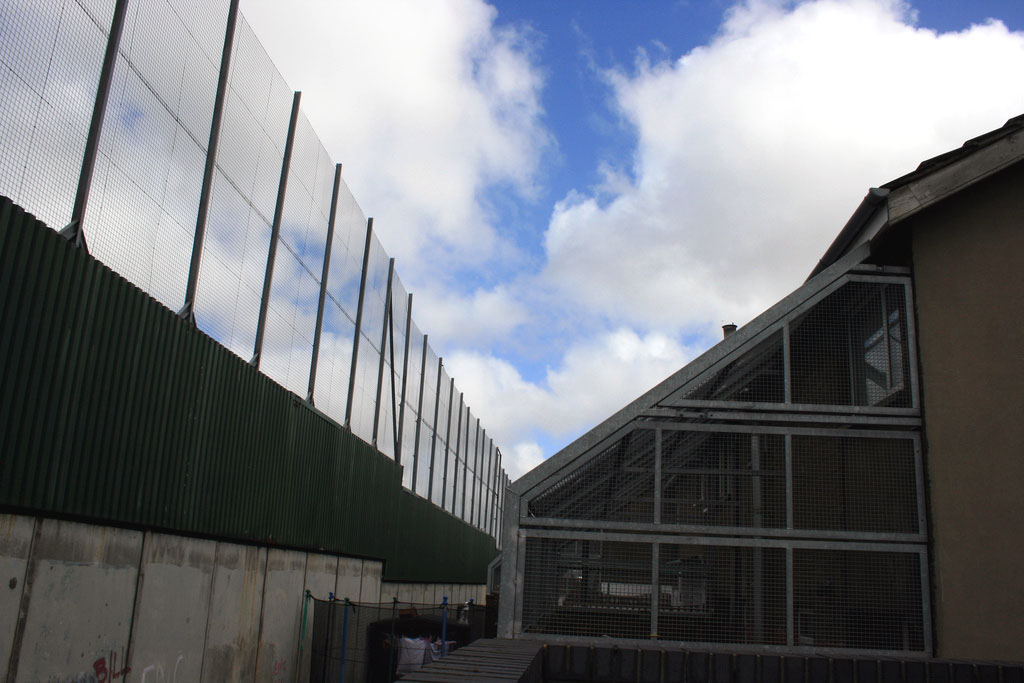
«Стіна миру» в Белфасті

10 квітня 1998 року було підписано Белфастську угоду, яку схвалила більшість північноірландських політичніх партій, окрім Демократичної юніоністської партії на чолі з Іаном Пейслі. 23 травня на референдумі угоду підтримало 71 % від тих, хто проголосував, в Північній Ірландії та 94 % в Республіці Ірландія (явка 81 % та 56 % відповідно). Згідно з угодою, Північна Ірландія залишалась у складі Великої Британії, але з можливістю вирішити питання об'єднання острова в майбутньому на референдумі, сформовані нова Асамблея Північної Ірландії, Рада міністрів Півночі та Півдня і Британо-ірландська рада, досягнення домовленостей про роззброєння парамілітарних організацій та амністію в'язнів, з ними пов'язаних, поява Поліцейської служби Північної Ірландії замість Королівської поліції Ольстера тощо. В новій поліції була встановлена квота на католиків у розмірі 50 %.
Повноваження Асамблеї було припинено 2002 року, коли юніоністи вийшли з її складу через «Стормонгейт» — скандал, пов'язаний із звинуваченнями ІРА в шпигунстві. Ситуація залишалась напруженою також у зв'язку з тим, що ІРА не поспішала повністю складати зброю і повністю роззброїлась тільки у вересні 2005 року. 2007 року автономія Північної Ірландії була відновлена, Першим міністром став лідер Демократичної юніоністської партії Іан Пейслі, його заступником став Мартін Мак-Ґіннесс
Незважаючи на політичні угоди, конфлікт все ще залишається не вирішеним до кінця. У Північній Ірландії досі продовжують існувати протестантські та католицькі мілітаризовані організації, в тому числі деякі течії ІРА.

## Жертви

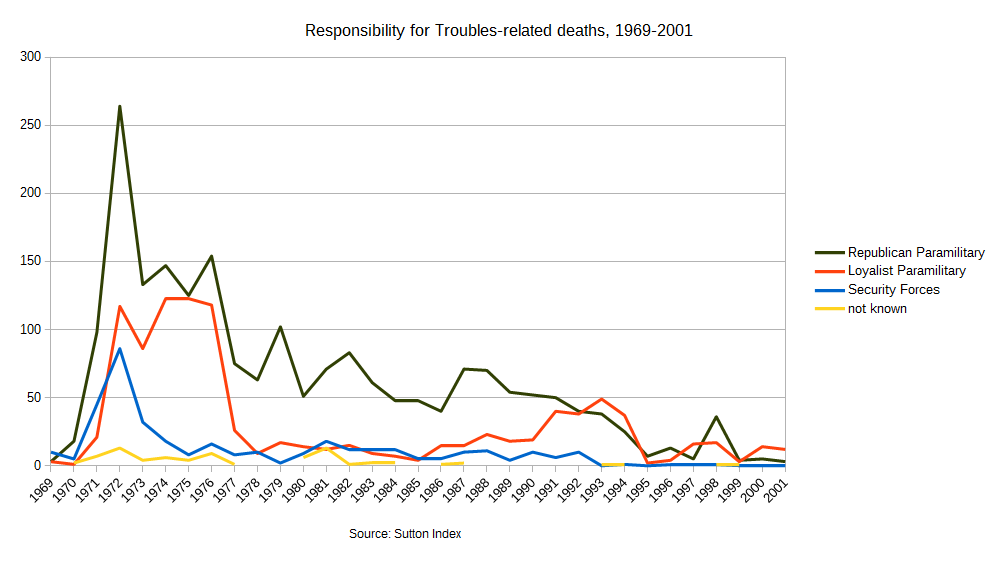
Відповідальність по вбивствах з 1969 по 2001 роки

За даними сайту Conflict Archive on the Internet з 1966 по 2006 роки було вбито 3720 осіб, 274 з них з них були неповнолітніми. Брендан О'Лірі та Джн Макґері у своїй статті зазначають, що приблизно два відсотки населення Північної Ірландії загинули або постраждали внаслідок конфлікту. 2010 року було встановлено, що 107 тисяч мешканців Північної Ірландії отримали травми в результаті сутичок. Агентство статистики та збору інформації Північної Ірландії оцінило, що кількість таких жертв може дорівнювати 500 тисячам жителів Північної Ірландії.

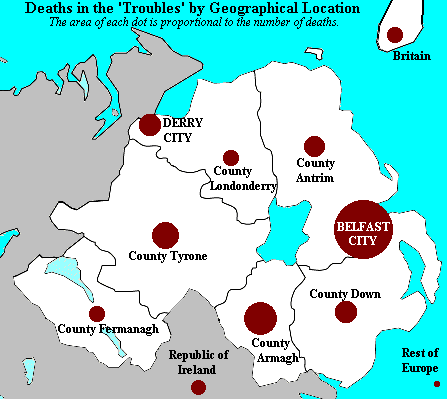
Статистика смертей по регіонах Північної Ірландії

Приблизно 60 % жертв були вбиті ірландськими націоналістами, 30 % — лоялістами та ще 10 % — британською армією.
Серед вбитих британськими силами безпеки:
- 186 (51,2 %) цивільних осіб
- 146 (40,2 %) членів республіканістських воєнізованих формувань
- 18 (5,0 %) членів лоялістських воєнізованих формувань
- 13 (3,6 %) членів британських сил безпеки

Серед вбитих республіканістськими воєнізованими формуваннями:
- 1080 (52,5 %) членів або колишніх членів британських сил безпеки
- 721 (35,1 %) цивільних осіб
- 188 (9,2 %) членів республіканістських воєнізованих формувань
- 57 (2,8 %) членів лоялістських воєнізованих формувань
- 11 (0,5 %) членів ірландських сил безпеки

Серед вбитих лоялістськими воєнізованими формуваннями:
- 878 (85,5 %) цивільних осіб
- 94 (9,2 %) членів лояльних воєнізованих формувань
- 41 (4,0 %) членів республіканістських воєнізованих формувань
- 14 (1,4 %) членів британських сил безпеки

Приблизно 52 % загиблих були цивільними особами, 32 % — членами або колишніми членами британських сил безпеки, 11 % — членами республіканських воєнізованих формувань та 5 % — членами лоялістських воєнізованих формувань. Приблизно 60 % жертв були католиками, 30 % — протестантами, інші проживали за межами Північної Ірландії. Серед цивільного населення 48 % було вбито лоялістами, 39 % — націоналістами та 10 % — британськими військовими.
Переважна більшість вбивств відбулася в Північній Ірландії, хоча відомо про 125 жертв в Англії, 116 жертв в Республіці Ірландія та 18 жертв в інших країнах (Гібралтарі, Німеччині, Бельгії та Нідерландах). На території Північної Ірландії найбільше смертей було в Белфасті та графстві Арма.

## У культурі
- «В ім'я батька» (1994) — фільм ірландського режисера Джима Шеридана, заснований на реальних подіях конфлікту. Має сім номінацій на премію «Оскар», отримав Золотого ведмедя на Берлінському інофестивалі.
- «Боксер» — фільм ірландського режисера Джима Шерідана. У головних ролях знялися Деніел Дей-Льюїс і Емілі Вотсон, у фільмі розповідається про життя боксера і колишнього члена ІРА.
- «Голод» (2008) — британсько-ірландська біографічна драма режисера Стіва МакКвіна, що розповідає про останні місяці життя Боббі Сендса.
- «Майкл Коллінз» (1996) — британський художній фільм ірландського режисера Ніла Джордана про життя ірландського лідера Майкла Коллінза.
- «Іноземець» (2017) — китайсько-британський драматичний кінотрилер режисера Мартіна Кемпбелла. Стрічка створена на основі роману «Китаєць» Стівена Лезера і розповідає про чоловіка, який мститься вбивцям своєї єдиної доньки.
- «Власність диявола» (1997) — фільм кінорежисера Алана Пакули. Сюжет побудовано довкола члена Тимчасової ІРА, який прибув у Нью-Йорк для покупок та транспортування в Ірландію ракетних комплексів та поліцейського під прикритям, у якого він поселився на час операції.
- «П'ять хвилин раю» — фільм розповідає історію двох підлітків, католика і протестанта.
- «П'ятдесят ходячих трупів» — фільм про агента британської розвідки у ІРА.
- «Бе́лфаст» — фільм розповідає про життя північноірландської сім'ї з робітничого класу та дитинство їхнього маленького сина під час заворушень у Белфасті (Північна Ірландія) наприкінці 1960-х років.
- «71[en]» — фільм розповідає історію британського солдата у Белфасті та його погляд на події у Північній Ірландії.
- «Белфастська історія»[en] — ірландський кримінальний фільм 2013 року.
- «У країні святих і грішників» — ірландський бойовик 2023 року.
- «Кривава неділя» — телевізійний фільм британського режисера Пола Грінграсса, який розповідає про події трагедії 1972 року.
- «Sunday Bloody Sunday» — пісня ірландського рок-гурту U2.
- «Zombie» — пісня ірландського рок-гурту The Cranberries.
- «Holy Wars... The Punishment Due» — пісня американського треш-метал гурту Megadeth.